# Torneo de Buenos Aires 2010
El Torneo ATP 250 de Buenos Aires de 2010 (por motivos comerciales, Copa Telmex 2010) fue un evento de tenis perteneciente al ATP World Tour en la serie 250, jugado entre el 15 al 21 de febrero en el Buenos Aires Lawn Tennis, en la capital de Argentina.

## Campeones
- Individuales masculinos:  Juan Carlos Ferrero derrota a  David Ferrer por 5-7, 6-4, 6-3

- Dobles masculinos:  Sebastian Prieto/  Horacio Zeballos derrotan a   Simon Greul/  Peter Luczak por 7-6(4), 6-3.